# Тілден (Іллінойс)
Тілден (англ. Tilden) — селище (англ. village) в США, в окрузі Рендолф штату Іллінойс. Населення — 750 осіб (2020).

## Географія
Тілден розташований за координатами 38°12′43″ пн. ш. 89°41′1″ зх. д. / 38.21194° пн. ш. 89.68361° зх. д. (38.212024, -89.683675).  За даними Бюро перепису населення США в 2010 році селище мало площу 2,55 км², з яких 2,52 км² — суходіл та 0,03 км² — водойми.

## Демографія
Згідно з переписом 2010 року, у селищі мешкали 934 особи в 391 домогосподарстві у складі 254 родин. Густота населення становила 366 осіб/км².  Було 429 помешкань (168/км²).
Расовий склад населення:
| - 98,6 % — білих - 0,5 % — корінних американців |

До двох чи більше рас належало 0,4 %. Частка іспаномовних становила 0,4 % від усіх жителів.
За віковим діапазоном населення розподілялося таким чином: 21,4 % — особи молодші 18 років, 63,2 % — особи у віці 18—64 років, 15,4 % — особи у віці 65 років та старші. Медіана віку мешканця становила 42,2 року. На 100 осіб жіночої статі у селищі припадало 99,6 чоловіків;  на 100 жінок у віці від 18 років та старших — 100,5 чоловіків також старших 18 років.
Середній дохід на одне домашнє господарство  становив 45 140 доларів США (медіана — 36 513), а середній дохід на одну сім'ю — 56 255 доларів (медіана — 48 542). За межею бідності перебувало 16,7 % осіб, у тому числі 8,9 % дітей у віці до 18 років та 5,9 % осіб у віці 65 років та старших.
Цивільне працевлаштоване населення становило 240 осіб. Основні галузі зайнятості: виробництво — 18,8 %, освіта, охорона здоров'я та соціальна допомога — 18,8 %, публічна адміністрація — 14,2 %, роздрібна торгівля — 10,0 %.